# Ankylosauridae
Gli Anchilosauridi (Ankylosauridae Brown, 1908) sono una famiglia di dinosauri erbivori dotati di una pesante corazza, comparsi nel Giurassico ma che ebbero una grande diffusione nel Cretacico.

## Descrizione

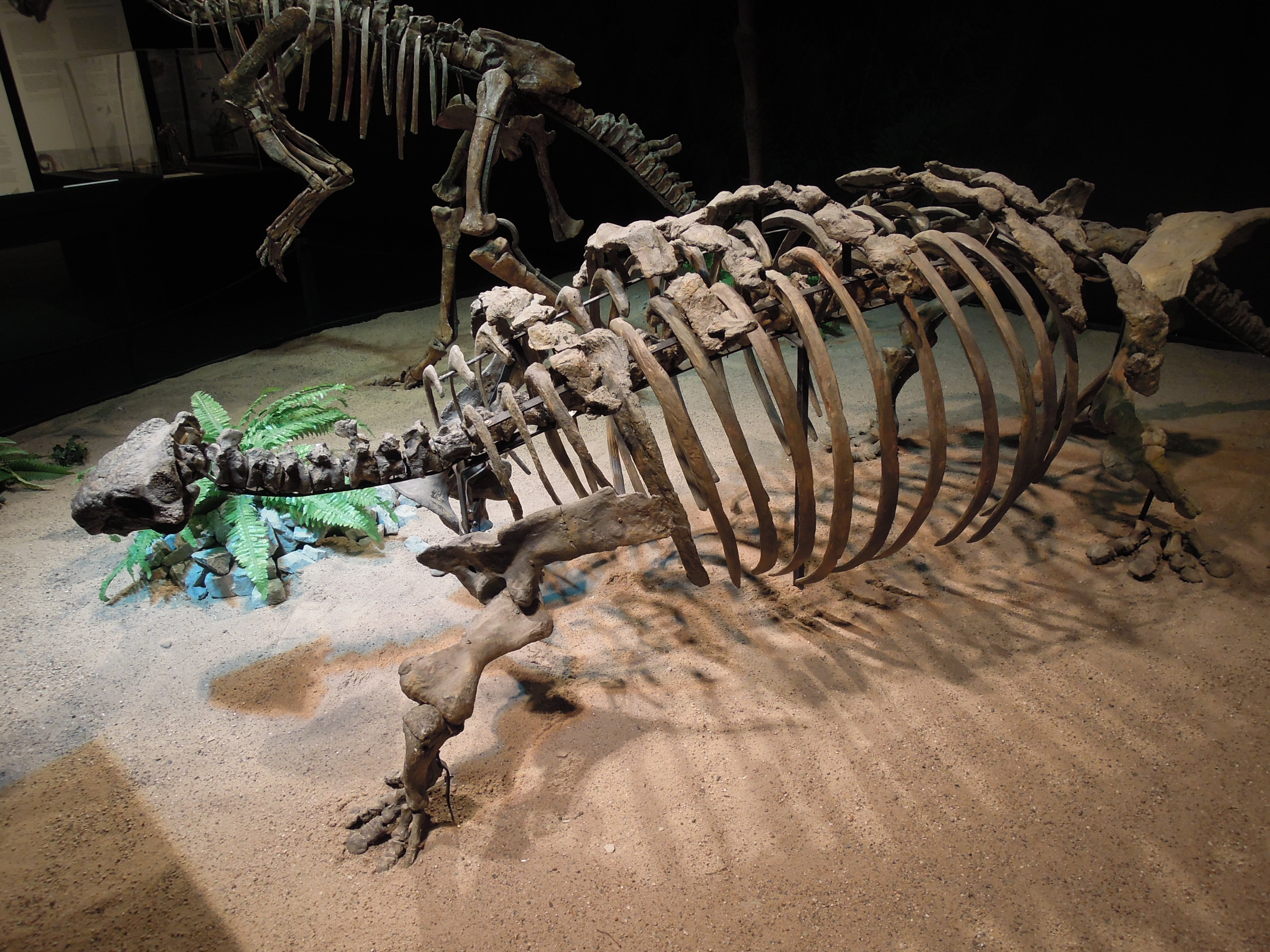
Scheletro di Talarurus plicatospineus

Appartenenti all'infraordine degli anchilosauri, questi animali, ancor più che i loro parenti polacantidi e nodosauridi, rappresentano bene l'idea di "carri armati viventi". Erano animali molto larghi, coperti di armatura e spesso avevano grandi mazze ossee all'estremità della coda. Diversamente dai nodosauridi e dai polacantidi, gli anchilosauridi non avevano lunghe spine ma concentrazioni di tubercoli ossei e scudi sul proprio corpo.

Gli anchilosauridi erano composti da due sottofamiglie: gli shamosaurini, i più antichi, dotati di un cranio allungato, e gli anchilosaurini. Questi ultimi, con crani corti e ampi, avevano una mazza caudale composta da due ossa dermiche laterali ingrossate, più un ulteriore osso dermico terminale. Entrambe le sottofamiglie avevano cavità convolute all'interno dei loro crani, forse per potenziare il senso dell'olfatto, produrre suoni udibili a grandi distanze o raffreddare l'aria inalata. Questi animali, poi, possedevano sul cranio delle strutture simili a corna, di cui un paio poste in cima al capo e un paio sporgenti dalla regione delle guance. Gli anchilosauridi dotati di mazze caudali più grandi avevano code irrigidite e un'armatura più leggera nella regione caudale. La mazza non poteva muoversi velocemente su e giù, e anche i suoi movimenti laterali erano relativamente limitati. Comunque, questo strumento era efficacissimo per ferire e danneggiare irrimediabilmente le zampe dei grandi teropodi predatori.

## Distribuzione e habitat
I primi resti di anchilosauridi sono noti in Asia verso la fine del Cretaceo inferiore (Shamosaurus), ma il gruppo apparentemente si diffuse velocemente anche in Nordamerica (Cedarpelta) subito dopo, insieme con altri dinosauri tipici della fauna del Laurasia, come i tirannosauridi, gli adrosauridi, i terizinosauri e i ceratopi. Come tutti questi gruppi, gli anchilosauridi non riuscirono a invadere il Gondwana (continenti meridionali). Può darsi che il Gondwana fosse troppo lontano dai continenti settentrionali nel Cretaceo medio. Qualche milione di anni più tardi (Cretaceo superiore), i continenti si riavvicinarono: si veda il caso delle migrazioni di alcuni adrosauri (Secernosaurus) e forse dei ceratopi (Notoceratops).

## Classificazione
```
Ankylosauridae

     |--
Cedarpelta

     |--| 
Shamosaurinae

     |  |--
Gobisaurus

     |  `--
Shamosaurus

     | 
Ankylosaurinae

     |--
Ankylosaurus

     |--
Saichania

     |--
Tarchia

     |--
Talarurus

     |--
Euoplocephalus

     |--
Dyoplosaurus

     `--
Pinacosaurus
```